# Paratriaenops auritus
Paratriaenops auritus é uma espécie de morcego da família Hipposideridae. É endêmica de Madagascar. Foi recentemente transferida para o gênero Paratriaenops.